# Ricardo Corte Real
Ricardo Côrte Real (São Paulo, 19 de julho de 1952) é um ator, apresentador, cantor, compositor, escritor e profissional de marketing brasileiro.

## Biografia
Ricardo Côrte Real começou a trabalhar na televisão aos 10 anos. Filho de Renato Côrte Real, trabalhou com a mãe e irmão no programa Papai sabe Nada (1962-1966) na TV Record, um sitcom com família, satirizando um similar norte-americano, Papai sabe Tudo (Father knows best).
A convite de Carlos Alberto de Nóbrega, Manoel Carlos e outros da TV Record, e mediante a autorização do seu pai, pois era menor de idade, e também com a condição que tirasse boas notas no colégio, Ricardo fez "Sócrates", que era o filho intelectual da "Família Trapo" (1967-1970). No elenco atuavam Otello Zeloni, o Ottelo Peppino Trapo, o pai; Renata Fronzi, a Helena Trapo, a mãe; Cidinha Campos, a irmã Verinha Trapo; Ronald Golias, o Carlos Bronco Dinossauro, irmão de Helena Trapo, o cunhado folgado, o Tio Bronco, que tinha terras em Mato Grosso, que mediam 3m x 4m. E ainda, o mordomo Gordon, Jô Soares.
A fama lhe trouxe dificuldades com a adolescência. Saindo da Família Trapo em 1970, montou um conjunto de blues, que mantem até hoje, tocando Beatles e Rolling Stones. Nesse meio tempo, tocou com conjuntos como Blues 4 Fun e Renato e Seus Blue Caps e músicos como Agnaldo Rayol.
Cursou Comunicações e fez parte de diversos departamentos comerciais de emissoras de televisão. 
Em 1990, foi o Agente Zero Zero ao lado do ator Luiz Henrique no programa infantil Rá-Tim-Bum da TV Cultura.
Em 1993, começou a apresentar o programa Supermarket na Rede Bandeirantes, totalizando 1.276 programas em 5 anos. Posteriormente, o programa foi apresentado na Rede Record, sendo este como quadro do programa Note e Anote, na época comandado por Claudete Troiano; o “SuperMarket” saiu do ar em janeiro de 2001.
Também fez programa na MTV. Participou de vários comerciais para a TV. Fazia parte de uma peça teatral baseada em jingles, que ficou em cartaz no Teatro Santa Catarina, na avenida Paulista, quase dois anos. 
Trabalhou na Kiss FM apresentando um programa de blues. 
Em 2004, fez uma participação no seriado Meu Cunhado, do SBT: Personagem: Dr. Valadão - Episódio: Meus direitos
Em 2010, esteve na Band, interpretando seu Nepôtonio Sobrinho no programa Uma Escolinha muito Louca.
Em 2014, estreia no teatro, na comédia “Maldito Benefício”.
Em 2017, protagonizou a série Máximo e Confúcio na TV Cultura.

## Trabalhos em Televisão
| Ano       | Título                    | Personagem          | Notas                     |
| --------- | ------------------------- | ------------------- | ------------------------- |
| 1962-1966 | Papai sabe Nada           | Filho               |                           |
| 1967-1971 | Família Trapo             | Sócrates Trapo      |                           |
| 2004      | Meu Cunhado               | Dr. Valadão         | Episódio: "Meus direitos" |
| 2010      | Uma Escolinha muito Louca | Neopotônio Sobrinho |                           |
| 2012      | O Brado Retumbante        | Alaor               |                           |
| 2017      | Máximo e Confúcio         | Máximo              |                           |